# Füles Mackó

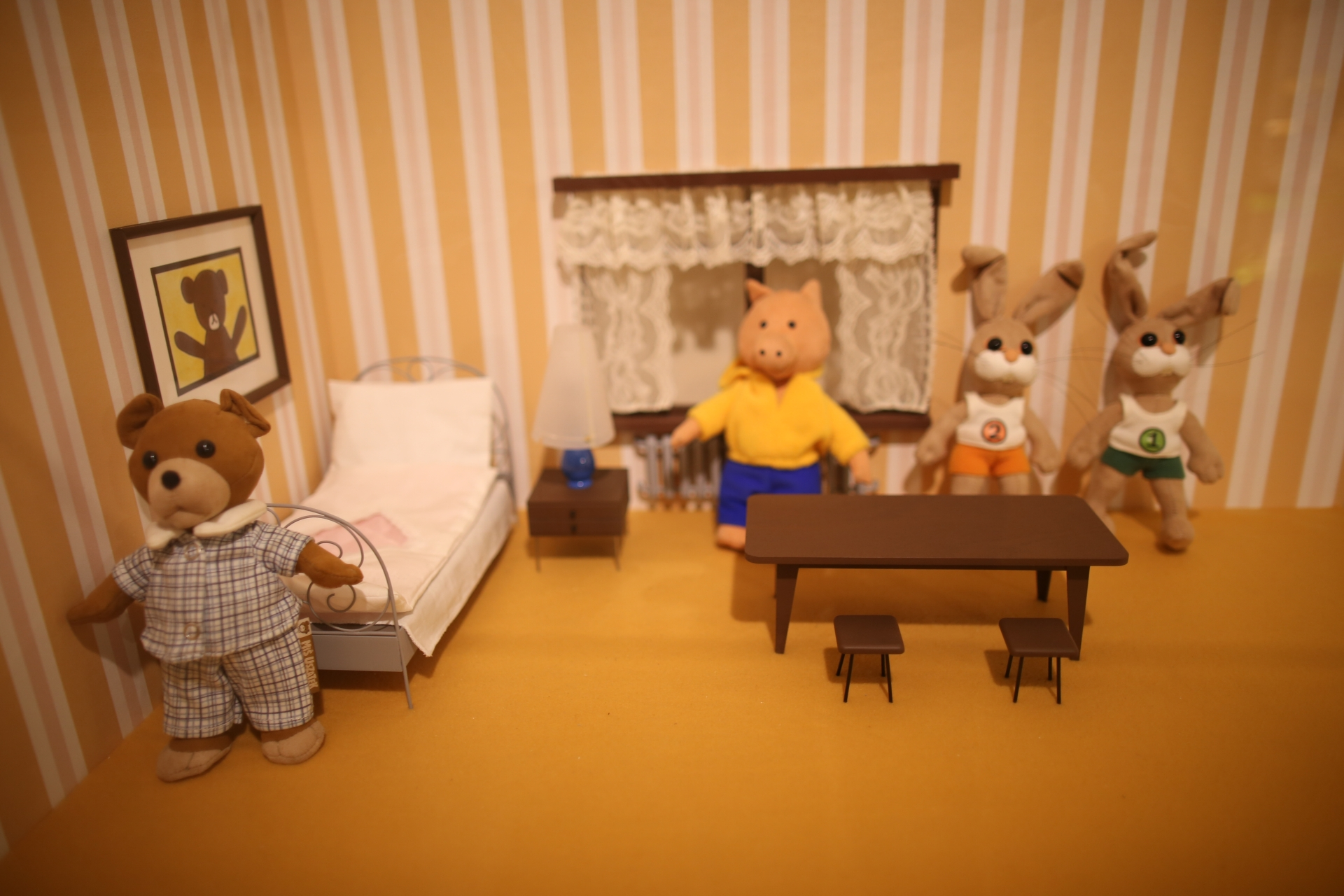

A Füles Mackó plüssmackó, Magyarországon is népszerű lengyel mese-bábfilmsorozat és mesekönyvsorozat főhőse. Eredeti lengyel neve: „Miś Uszatek”. 1976-ban vetítette először a Magyar Televízió.
A Füles Mackó lengyel televíziós bábfilmsorozat, amely 1975–1987 között készült. Írta: Czesław Janczarski, rajzolta: Zbigniew Rychlicki.

## Magyar hangok
- Füles mackó Gyurkó Henrik
- Nyuszika Havas Gertrúd